# Hypochrysops apelles
Hypochrysops apelles är en fjärilsart som beskrevs av Fabricius 1775. Hypochrysops apelles ingår i släktet Hypochrysops och familjen juvelvingar. Inga underarter finns listade i Catalogue of Life.